# Designerdrog
Designerdrogok alatt az utóbbi két évtizedben elterjedt, rendkívül veszélyes és kiszámíthatatlan kábítószereket értjük.

## Történetük
A 2000-es évek közepe tájékán jelentek meg az első ilyen típusú kábítószerek, melyeket főként tiltólistás szerek hatóanyagainak kémiai megváltoztatásával hoztak létre. Azt így létre jött szerek hatásukban rendkívül hasonlítottak az illegális szerekhez, de kémiai összetételük más volt, ezért legálisnak számítottak. Az új típusú drogok a 2010-es évek elején kezdtek elterjedni, főleg a szegényebb régiókban, mivel a "klasszikus" drogoknál jóval olcsóbbak és könnyebben hozzáférhetőek. A napi adag gyakran csupán pár száz forintba kerül, és vannak olyan települések, ahol bármelyik utcasarkon beszerezhetőek.

## Fajtáik

### Szintetikus szerek
A designerszerek egyik fő csoportja a tiltólistás kábítószerek hatóanyagainak kémiai módosításával létrehozott új szerek. Ezek a szerek hatásukban hasonlóak az illegális drogokhoz, de kémiai összetételük mássága miatt legálisak, ezáltal könnyebben és olcsóbban hozzáférhetőek. Az ilyen típusú tudatmódosító szerek közül a legismertebbek a szintetikus kannabinoidok (herbál, biofű) melyeket a marihuána hatóanyaga, a THC módosításával hoztak létre, valamint elterjedt még a khati, amely a khat cserje hatóanyagának szintetizált változata.

### Designerstimulánsok
A másik fő csoport a legális anyagok tudatmódosító hatását kihasználva létrehozott szerek. Az egyik legismertebb közülük a szipu, amely abból áll, hogy szintetikus hígítót vagy ragasztót zacskóba öntenek, majd elkezdik ki-be fújni, "szipuzni" a zacskóban lévő levegőt. Bár ez a "kábítószer" már évtizedek óta ismert, az utóbbi években megjelentek különböző legális anyagok (főleg szintetikus anyagok, pl. csavarlazító, patkányméreg, permetszerek) összekeverésével létrehozott, orrba felszívva vagy intravénásan használt új szerek.

## Hatásuk
A szintetikus szerek esetében a hatás általában minimálisan tér el az "anyadrogétól", de a hatás erősségében és időtartamában komoly eltérések lehetnek. Az ilyen szerek ugyanis teljesen kiszámíthatatlanok. Előfordulhat hogy az adott szer azonos, vagy akár gyengébb hatást vált ki mint az a hatóanyag, amiből létrehozták, de akár 20-25-ször erősebb hatást is ki tud váltani. Az időtartam pedig a 10-20 perctől a 14-16 óráig is eltarthat, az eredeti szer mivoltától teljesen függetlenül. Ezen kockázatokat akkor sem lehet elkerülni, ha ugyanattól a dílertől szerzi be az anyagot a használó, ugyanis még azok akik árulják sem tudják, pontosan milyen anyagot árulnak. Éppen ezért rengetegen kerülnek kórházba ilyen típusú tudtamódosítók miatt, hiszen gyakran előfordul, hogy az a mennyiség amitől az egyik héten jól érezte magát az illető, a következő héten egyenes utat jelent az intenzív osztályra, de akár a hullaházba is. További rizikófaktort jelent még az ilyen anyagok elszívhatóvá tételéhez vagy hatásuk felerősítéséhez felhasznált anyagok (pl. a herbálnál a WD40) jelenléte az ilyen szerekben.
A designerstimulánsok hatása teljesen kiszámíthatatlan, de általánosságban leginkább az önkontroll teljes elvesztése, bódult állapotban az agyi funkciók kikapcsolása és/vagy tompulása jelentkezik. A használó teljesen elhagyja önmagát, nem törődik környezetével. Az akut katatóniában vegetáló embereket a népnyelv "zombinak" nevezi. A viselkedésük azonban teljesen kiszámíthatatlan. A hatás időtartama ezeknél a szereknél is a néhány perctől a több mint tíz óráig terjedhet. Ezen szerek fizikailag rendkívül veszélyesek. Az anyagok kikeveréséhez felhasznált szerek többsége komoly mértékű károsodást okoz a szervezet működésében, ugyanis ezek többnyire erős mérgek, háztartási vagy ipari tisztítószerek kombinációja.

### Mellékhatások, elvonási tünetek
A mellékhatások és elvonási tünetek a két szercsoportnál nagyjából egyeznek. Mellékhatásként fizikai károsodások jelentkeznek, elsősorban a kiválasztásért felelős vese, és a szív károsodhat. Intravénás használat esetén az injektált testrészeken jelentkezhet belső vérzés, a hús felpuhulása, izomsorvadás, bőrkeményedés. Orrba történő felszívás esetén az orrsövény begyulladása jellemző. Elszívás esetén pedig a légzőszervek, főként az alsó légutak, a tüdő a veszélyeztetettek.
Az agysejtek pusztulása következtében mentális mellékhatásként a rövid és hosszútávú memória romlása, emlékezetkiesés, paranoia, különböző személyiségzavarok, akár tartós értelmi fogyatékosság kialakulása egyaránt előfordulhat.
A heroinhoz hasonló súlyos függőség gyors kialakulásának eredményeként a elvonási tünetek jelentkezési ideje is rendkívül változó, de általában 12-24 órán belül már bekövetkezik. Általában fizikai fájdalmak, verejtékezés, viszketések jelentkeznek. A szerhasználó intenzív sóvárgást érez az újabb adag iránt, bizalmatlanná és agresszívvá válik környezetével szemben. Teljes ürességet érez az életében, átjárja a depresszió és az elkeseredettség. Minden vágya egy újabb adag drog megszerzése, amiért ha kell, lopni és betörni is hajlandó. Ezen tünetek miatt rendkívül nehéz leszokni az ilyen szerek használatáról.

## Társadalmi hatás
A szintetikus szerek a 3., a legális szerekből létrehozott anyagok az 5. leggyakrabban használt kábítószerek. A használói kör főként rosszabb anyagi helyzetűekből áll. A szerhasználók korát tekintve idősebbeket és fiatalokat egyaránt érint, de általánosságban elmondható, hogy a legjobban érintett korosztály a 12-24 éves fiatalok, akik rossz családban nevelkednek, és gondjaik elől menekülve ezen olcsó szerekhez nyúlnak. A mellékhatásoknak és elvonási tüneteknek köszönhető agresszív viselkedésükkel a használók gyakran tartják rettegésben szomszédjaikat, iskola/munkatársaikat. Gyakoriak az általuk generált összeszólalkozások, verekedések, vagy a dílerek hatására kirobbanó bandaháborúk. Országos viszonylatban a fiatal felnőttek (16-34 év) körében 4,2% fogyaszt szintetikus kábítószereket, elsősorban szintetikus kannabiolidot, a designerstimulánsok fogyasztása pedig 2,7% ebben a korosztályban. Akadnak azonban olyan települések, ahol a lakosság 25-30% fogyaszt új típusú szereket. Ezen helyek közé tartoznak Budapest jellemzően alacsonyabb presztízsű kerületei (például: Józsefváros, Kőbánya, Pesterzsébet, és Csepel), a Tiszántúl városainak külvárosi részei. A városokban többnyire a romák lakta negyedek és az északkelet-magyarországi régió kisebb, pár száz fős lakosságú falvai.
A rendőrségi fellépés nehézkes, mivel az új szerek folyamatos megjelenése miatt a piac nem nyomon követhető, az új szerek nem kerülnek tiltólistára, és átláthatatlan a kereskedelmi hálózat és a szerhasználói kör. Általában inkább a drog hatása alatt álló személy agresszív viselkedése válthat ki rendőrségi fellépést. A rendészeti ügyként történő büntető-populisa hozzáállás az összetett strukturális problémahalmaz felszíni, tüneti kezelése. Gyakran a szociálpolitikai és pszichiátriai, illetve addiktológiai beavatkozásokat igénylő aspektus figyelmen kívül hagyásával történik.

## Ismertebb fajtái
Herbál, biofű – szintetikus kannabinoidok. Általában fehér por formájában kaphatóak, melyet acetonban oldanak fel, majd a folyadékot általában dohányra vagy zsályára csepegtetik, lefújják a hatását erősítő valamilyen anyaggal (általában WD40-t használnak) és hagyják kiszáradni. Kiszáradást követően cigarettába tekerik és elszívva fogyasztják. Jelenleg a legelterjedtebb ilyen típusú szer, a szintetikus szereket használók 65-70%-a ezt fogyasztja.
Khati – a khat cserje serkentő hatóanyagának szintetizálásával létrehozott, erős tudtamódosító hatású szer. Fehér por formájában kapható, orrba szívva fogyasztják.
Mefedron – az egyik első designer-típusú szer volt a piacon. Hatóanyagának alapja az amfetamin. Összetétele viszonylag állandó volt, kiszámíthatóbb hatásokkal, ezért könnyebben tudták tiltólistára helyezni. Általában tabletta vagy por formában árulták, partidrogként. Tiltólistára kerülése óta használata csaknem megszűnt.
Kristály – napjainkban az egyik legelterjedtebb szer. Régen az MDPV-t hívták így, de az tiltólistára került. Azóta az összetétel megváltozott, a név viszont nem. Általában szintetizált amfetamin és/vagy THC található benne, felütve permetszerekkel vagy mérgekkel. Párázva, porrá őrölve orrba szívva és intravénásan is használják. Rendkívül népszerű, főleg fiatalok körében.
Kréta – rendkívül káros és veszélyes anyag. Általában mérgekből, permetszerekből, tisztítószerekből készített filléres áron kapható drog, melyet fehér por formájában árulnak, innen ered a neve. A fizikai károsodás mellett a hatása alatt álló személy teljesen elveszti az önkontrollt, és egy zombiállapotba került agresszív emberré válik. Pont ezek miatt a használók előbb-utóbb vagy a börtönben vagy a kórházban végzik, a testi károsodás mértéke miatt egy rendszeres használó várható időtartama 10-16 hónap. Orrba felszívva vagy intravénásan használják leginkább.